# The Green, Green Grass of Home
The green, green grass of home (Tsai na ho-pang ching-tsao-ching) è il terzo film del 1982  del regista Hou Hsiao-hsien. In Italia è stato trasmesso il 16 aprile 2021 su Rai 3 all'interno di Fuori orario, in lingua originale sottotitolato in italiano.

## Trama
Ta-nien, originario di Taipei, è il nuovo maestro della scuola di un piccolo villaggio immerso nel verde.  Sedotto dalla vita di campagna si dimentica della città.